# Garde champêtre
 (mai 2021).
 (octobre 2023).
 (octobre 2023).
Un garde champêtre désigne un agent ayant pour mission la protection du domaine rural qui dépend généralement d'une institution spécialisée en matière domaniale ou de protection de l'environnement. Ses fonctions peuvent varier selon le pays dans lequel il exerce. Il peut être armé ou non en fonction des missions qui lui sont attribuées. Parmi celles-ci on retrouve la mission de police rurale. D'autres tâches peuvent lui être assignées en fonction de l'étendue du domaine qu'il doit gérer. 

## France
En France, le garde champêtre est un fonctionnaire territorial communal ou intercommunal ayant pour mission la protection du domaine rural. Il appartient à la filière sécurité et au cadre d'emplois dit de « police municipale » au sens des pouvoirs de police du maire. Au sein de la police française, il fait partie des forces de sécurité intérieure et il est spécialement affecté à la police rurale.
Une confusion est régulièrement entretenue par des non-initiés entre l'agent de police municipale, fonctionnaire territorial affecté à des tâches de police urbaine, et le garde champêtre, fonctionnaire territorial affecté particulièrement à la police des campagnes conformément à l'article L. 521-1 du code de la sécurité intérieure. En effet, si le cadre d'emplois est bien « municipal », le champ de compétences et la vocation du garde champêtre restent adaptés au monde rural et à ses vicissitudes.
Son statut est défini par le décret 94-731 du 24 août 1994. Ce décret précise en son article 2 : qu'ils assurent les missions qui leur sont spécialement confiées par les lois et les règlements en matière de police rurale. Les caractéristiques de leur tenue et de leurs véhicules sont définies par l'arrêté du 22 août 2023.
Nommé par le maire, agréé par le procureur de la République et assermenté en audience publique devant le tribunal judiciaire dont relève le fonctionnaire, le garde champêtre exerce ses missions de police rurale aux côtés des gendarmes, assisté de certains gardes spécialisés (pêche, chasse, bois et forêts…). Il peut être révoqué, suspendu et sanctionné par le maire pour les fautes commises dans l'exercice de ses fonctions. De plus, placé sous la surveillance du procureur de la République, cet agent chargé de certaines fonctions de police judiciaire peut être privé de son agrément en cas de faute dans l'exercice de ses fonctions.